# Echyra grisea
Echyra grisea är en skalbaggsart som beskrevs av Marc Lacroix 1997. Echyra grisea ingår i släktet Echyra och familjen Melolonthidae. Inga underarter finns listade i Catalogue of Life.